# Masahiro Wada
Masahiro Wada (和田 昌裕 Wada Masahiro?), född 21 januari 1965 i Hyōgo prefektur, är en japansk före detta fotbollsspelare.
Wada började sin karriär 1987 i Matsushita Electric (Gamba Osaka). Med Matsushita Electric vann han japanska cupen 1990. 1995 flyttade han till Vissel Kobe. Han avslutade karriären 1998.